# Nada por perder
Nada por perder (també coneguda com Nada x perder) és una pel·lícula argentina dramàtico-política de crim, acció i suspens de l'any 2001 dirigida i coproduïda per Quique Aguilar, qui a més va escriure el guió al costat de la seva mare Susana Aguilar i en col·laboració amb Graciela Hubert. Va ser el debut cinematogràfic d’Osvaldo Sabatini —també coproductor del film— i interpreta a Gonzalo Romero, un reeixit advocat de classe mitjana alta el pare i el germà hemofílic del qual, són agredits arran d'un sinistre vial per un automobilista, a qui el lletrat davant la negligència policial i buscant justícia per mà pròpia, matarà accidentalment. El conductor assassinat resulta ser el nebot d'un senador corrupte i a causa dels contactes i influències d'aquest últim, el jurista perd la seva esposa, el seu treball, la seva llar i comença a viure durant 2 anys com un sense sostre, però en assabentar-se que el polític es postularà per a candidat a President de la Nació Argentina amb enquestes favorables, decideix planificar un magnicidi. El repartiment està conformat per Paola Krum, Gerardo Romano, Lito Cruz, Germán Kraus, Antonio Grimau, Graciela Alfano, Franklin Caicedo, Mario Sapag, Ana María Picchio i el mateix Aguilar, qui duu a terme el paper del germà amb hemofília, malaltia que veritablement pateix el director.
Es tracta d'una producció independent gravada totalment en locacions de la ciutat de Buenos Aires i és considerada com una de les primeres pel·lícules rodades i postproduïdes íntegrament en digital. Narra amb una història multitemàtica que exhibeix l'abandó de principis ètics i morals com a eina de ràpid creixement en la política i aborda primordialment actes delictius d'aquest àmbit, com la corrupció, els suborns, l'ús il·legítim d'informació privilegiada, el patrocini, el tràfic d'influències, l'evasió fiscal, les extorsions, els fraus, la prevaricació, el caciquisme, la cleptocràcia, el rentat de diners, el nepotisme, la impunitat i la burocràcia, encara que també incorpora entre altres qüestions la venjança, l'estafa, el robatori d'identitat, la prostitució, la violència, la mort, el suïcidi, l'assassinat, la delinqüència juvenil, la economia informal i els accidents de trànsit. A més exposa situacions de pobresa, exclusió social, marginació i desigualtat de classes. Pels continguts acaparats, el film ha estat catalogat per cinèfils dins del cinema d'explotació.
Promocionada per una campanya publicitària anomenada oficialment Matar al president, que el seu eslògan expressava «Què faries si per culpa d'un polític quedessis al carrer?», a pel·lícula es va estrenar el 22 de novembre de 2001 en les principals àrees metropolitanes argentines. Onze dies després, es va anunciar la mesura governamental denominada corralito que acabaria desencadenant el 19 de desembre d'aquest mateix any la major crisi econòmica i social de la història recent del país. Segons la premsa, la concurrència del públic als cinemes el cap de setmana 24 i 25 de novembre va estar «entre les més pobres» d'aquest any, per la qual cosa no va obtenir un resultat comercial favorable malgrat haver estat un dels films més vists en aquestes dates. Nada x perder no va ser presentada en cap festival de cinema i va rebre inicialment crítiques polaritzades, destacant-se el seu elenc, la seva qualitat tècnica, la seva denúncia social i la seva trama, la que uns altres van opinar que era inversemblant. Anys després de la seva estrena va ser exhibida en diversos cicles de cinema i ha estat considerada com una pel·lícula de culte

## Argument
Gonzalo Romero és un jove advocat que lluita per afermar-se econòmicament i espera convertir-se en pare. L'entorn familiar i el laboral li són propicis dins d'una Argentina castigada pel pessimisme, el ressentiment i la manca de futur. No obstant això, Gonzalo no esperava que un accident de carrer, en el qual el seu pare i el seu germà són agredits pel nebot d'un senador, pogués canviar totalment la seva existència. L'advocat comença llavors un llarg pelegrinatge perquè l'agressor tingui el seu càstig. Espera en oficines on impera la burocràcia, és gairebé ignorat per les autoritats policials, mai aconsegueix que l'episodi s'esclareixi, i descobreix que la corrupció i l'engany estan enquistats en tots els racons de la societat.
En aquesta lluita estèril, el senador pren represàlies contra Gonzalo, qui va deixant esquinçalls de la seva vida. La seva esposa, després d'una maternitat frustrada, s'allunya d'ell, l'estudi d'advocats en el qual treballava el discrimina i l'allunya, els seus amics ja no el reconeixen i la seva situació econòmica s'afebleix fins a la pobresa total.
Enfront d'aquests atropellaments i inoperàncies, Gonzalo decideix prendre la llei a les seves mans. Queda al marge de la societat i viu en la clandestinitat i sense família. Però la seva ment va ordint un dramàtic i acurat pla que té en la mira a aquest senador que és pròxim a acostar-se a la primera magistratura de la Nació.
Al final de la pel·lícula, Gonzalo assumeix com President de la Nació Argentina i abans dels crèdits de tancament, comença a reproduir-se el senzill original de la pel·lícula i pot llegir-se: 
| « | Dedicada a Facundo Aguilar, Oriana Sabatini, Tiziana Sabatini i als fills de tots vosaltres, en les mans dels quals està el nostre futur. | » |

#### Final alternatiu
Per a les preses finals de la pel·lícula havia estat gravada una narració en off del protagonista, però aquesta va ser eliminada uns dies abans de l'estrena durant la masterización de so, per motius que es desconeixen. La diatriba no inclosa, era la següent:
| « | Serà que en aquest país la clau per a triomfar és infringir els codis ètics i morals?. Serà que aquests codis van canviar i cal acceptar els nous; serà que si un és honest, els deshonestos treuen avantatge; serà que per a demostrar ser intel·ligent cal posar la intel·ligència al servei de l'il·legal; serà que la justícia divina no existeix i la dels homes és corrupta? O serà que per a triomfar i aconseguir un somni, no cal tenir res per perdre... | » |

## Repartiment
La direcció de càsting igual que el disseny de producció van estar a càrrec de Susana Aguilar. El «súper elenc», definit així per Sabatini, està integrat en general per actors d'extensa trajectòria en cinema, teatre i televisió. La finalitat d'incloure figures destacades en el repartiment era que acompanyessin el debut protagonista de Sabatini, però es temia que rebutgessin participar justament per aquest factor. Per a consolidar les seves incorporacions es va contractar inicialment a Ana María Picchio, que era coneguda de Susana des de feia diversos anys i a Lito Cruz, que havia participat a Mercenarios, el film anterior de Quique Aguilar. Tanmateix, la majoria dels papers menores fueron llevados a cabo por integrantes del equipo de producción de la película y allegados de estos, menors van ser duts a terme per integrants de l'equip de producció de la pel·lícula i afins d'aquests, com són els casos de Germán Barcelo, que interpreta a un músic llista de carrers, Mariano Olmedo —fill del humorista Alberto Olmedo— a un usurer i Víctor Corbalan a un criminal, sent aquests el compositor de la banda sonora, el cap de producció i el productor de locaciones, respectivament.. L'actriu Noelia Castaño també va complir aquest principi, ja que a més de ser la primera participació cinematogràfica de la seva carrera, s'exercia com a assistent de producció en el film.
Originalment, l'actor intèrpret de Gonzalo Romero no seria Sabatini, limitant-se a la producció de la pel·lícula.Aquest havia recomanat en primera instància a Ricardo Darín, però va ser convençut pel director de prendre el paper. D'acord amb ell, Sabatini tenia «talent, ductilitat i un gran professionalisme». A més, s'esperava que la repercussió internacional de la seva germana, la medallista olímpica Gabriela Sabatini, contribuís a la distribució del film. D'igual forma va passar amb el paper de Tamara Cisneros, que seria executat inicialment per l'esposa de Sabatini, Catherine Fulop, erò aquests van confrontar una crisi matrimonial abans de començar el rodatge i va recaure l'actuació en Audry Gutierrez-Alea, que s’havia presentat al càsting. El conflicte entre la parella es va solucionar als pocs mesos, arribant-se a gravar algunes escenes amb l'actriu veneçolana, però interpretant a un matrimoni de Romero ja en la seva etapa com a president. No obstant això, les guionistes van considerar més oportú que s'emmanillés amb la cònjuge de Rogelio Ávalos, per la qual cosa no van ser incloses. Aquest últim paper va ser interpretat per Graciela Alfano, qui es va trobar amb Sabatini coincidentment en un viatge d'avió a Miami i li va sol·licitar incorporar-se a la pel·lícula. L'actriu no havia participat en un llargmetratge des de 1987, i li van destinar el paper de l'esposa del senador corrupte, personatge dut a terme per Germán Kraus, ja que havia treballat al costat d'Aguilar en la telenovel·la Verónica: el rostro del amor. Pel paper de Matías Romero, Aguilar tenia la intenció de contractar Pablo Rago, encara que també es barallaren els noms de Martín Gianola i Fernán Mirás. Tanmateix, Sabatini li va sol·licitar que ell mateix interpretés el paper ja que garantirien la dinàmica de germans per la seva bona relació..
Mario Sapag va ser contractat per al paper de Roberto Cerra per recomanació del pare de Osvaldo Sabatini, ja que aquests eren coneguts i el comediant no havia participat en una pel·lícula des de 1985. Aquest esperava un rol menor en la trama, però va quedar complagut per la importància del personatge que Susana li havia assignat, ja que a més no era una actuació en pla humorístic com totes les executades fins aquest llavors en la seva carrera cinematogràfica. Antonio Grimau, va ser contractat per suggeriment de la cap de producció Dinka Thorry i per al Dr. Estévez va ser triat Franklin Caicedo, qui ja havia ocupat el rol protagonista de La resistible ascensió d'Arturo Ui, obra teatral produïda per Susana en 1987. El paper de l'advocat Sergio Bustamente havia estat escrit per Susana Aguilar des del seu origen perquè Gerardo Romano acceptés el paper, sabent a més que aquest era veritablement jurista. EL'actor tenia una preferència per treballar en obres teatrals, però va acceptar el paper.
| Elenc complet |
| --- |
| - Osvaldo Sabatini com Gonzalo Romero/Jorge Gutiérrez - Paola Krum com Agustina Romero - Gerardo Romano com Sergio Bustamante - Lito Cruz com Julio Romero - Germán Kraus com Rogelio Ávalos - Antonio Grimau com Gustavo Esquivel - Graciela Alfano com Valeria Ávalos - Franklin Caicedo com el Dr. Estévez - Mario Sapag com Roberto Cerra - Ana María Picchio com la infermera - Quique Aguilar com Matías Romero - Miguel Habud com Luciano Ávalos - Florència de la V com un travestí - Edgardo Moreira com el secretari de Ávalos - Audry Gutierrez Alea com Tamara Cisneros - Ana María Castel com la infermera de l'hospital - Pablo Nápoli com el taxista robat - Gustavo Rey com el metge d'urgències - Romina Gai com Karina - Noelia Castaño com la secretària de l'estudi jurídic - Adolfo Cubas com el cap de seguretat - Alejandro Lanoni com el metge en el consultori - Guido D'Albo com el metge en F. de Hemo. - Mariano Grisolia com el policia en F. de Hemo. - Laura Santana com la infermera en F. de Hemo. - Dario Samudio com el repartidor de diaris - Carlos Donigian com el col·laborador - Jorge Marcucci com l'oficial investigador - Paulo Brunetti com l'home del comitè - Claudia Frangi com la recepcionista de la clínica - Sergio Salmi com el comptador de la financera - Carlos Orlando com el cap de personal - Daniel Gallardo com l'home del maletí - Francisco Corbalán com el noi carterista - Víctor Corbalán com el pare del noi carterista - Germán Mazzetti com l'amo del taller clandestí - Natalia Schroh com l'empleada de la marroquineria - Gabriel Amantea com l'empleat de Rent-a-car - Carlos Lanari com el funebrero - Anabela Barujel com l'administrativa de l'hospital - Germán Barceló com el músic de carrer - Helena Jios com a empleat del Registre Nacional - Raquel Casal com Sandra - Carlos García com l'empleat de la financera - Luis María Castelli com l'empleat del Reg. Civil - Marià Olmedo com l'usurer - Juan Alberto Olmedo com el nen venedor de flors - María José Spinelli com la comptadora - Pablo Cefo com l'empleat bancari - Adrian Cosentini com l'empleat a l'Hotel Hilton - Victoria Dahlil com l'empleada de la immobiliària - Gustavo Bonfigli com el partidari #1 - Alejandro Cobas com el partidari #2 |

## Producció

### Rodatge
| «                  | Perquè el que més em va entusiasmar de la pel·lícula era la possibilitat de jugar tants rols diferents. Perquè el personatge passa per diverses etapes i sentiments com la felicitat, tristesa, desesperació i fins i tot venjança. | » |
| — Osvaldo Sabatini | |   |

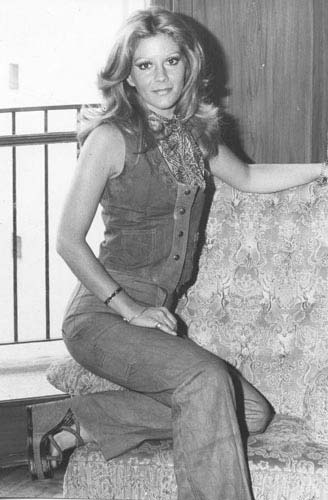
Graciela Alfano, 1972. En el guió original de Nada por perder l'actriu tenia una escena de sexe amb Osvaldo Sabatini, però aquesta mai va arribar a gravar-se per motius desconeguts.

La fotografia principal va començar el 26 de març de 2001 amb filmació al Cementiri de la Chacarita. El rodatge, que va durar aproximadament 8 setmanes, va ser realitzat completament en locacions —sense la utilització de estudis cinematogràfics ni decorats— d'aquesta ciutat, excepte per la residència del protagonista i l'estada del senador Ávalos, situades en la Província de Buenos Aires.. Es va intentar que el «clima» de la pel·lícula «s'aproximés al cinema negre de Hollywood» d'acord amb el seu director, gènere cinematogràfic que era a més el preferit de Sabatini. Aquest últim va deixar créixer el seu cabell i borrissol facial mesos previs al rodatge per a l'etapa d'indigent de Romero, per la qual cosa no va usar extensions capil·lars o perruques. Aquesta fase del personatge va ser, a diferència de la línia argumental, la que es va gravar primer. Segons el director i el propi Sabatini, el factor que el va afavorir en aquest període va ser que s'havia distanciat de la seva parella,raó per la qual se’l notava «trist i malencònic». La caracterització d'aquest com a indigent va ser tal, que en les escenes on demana almoines, diversos dels transeünts —sense ser extres— no el van reconèixer i li van donar diners. Aquest succés va resultar favorable en un principi, tornant-se negatiu quan ja havia finalitzat el seu cicle com a pobre i havien de gravar-se les altres preses de la pel·lícula, però Sabatini encara es trobava «en hores baixes i una mica trist» per la seva recent separació. Tanmateix, aquest es va reconciliar amb Fulop al poc temps.
Per quan Romero decidís assassinar al senador Ávalos, estava previst que hi hagués una el·lipsi mostrant-lo ja com un acabalat empresari i amb interès en la política, però la idea va ser finalment descartada. També estava la idea en els esborranys inicials que el personatge de Tamara Cisneros fora en realitat un home, veient-se obligat el protagonista en cerca d'una coartada a mantenir relacions homosexuals, sent aquest últim heterosexual, però es va modificar durant el rodatge. Al contrari d'aquests casos, el fet que Romero fos boxador no estava inclòs en el llibret però va ser incorporat per recomanació de l'actor Gerardo Romano, qui en veritat practicava aquest esport. El detall justificava que l'advocat tingués una fesomia atlètica sense realitzar cap activitat física i reforçava que pogués trencar-li el coll accidentalment en una baralla al nebot del senador Ávalos, per la qual cosa les guionistes van decidir incorporar-lo i que el personatge de Bustamente fora a més del seu col·lega en l'estudi jurídic, company de gimnàs. Les escenes on Sabatini i Romano practiquen boxa, van ser fetes ad lib. i d'igual forma la frase «Fidel» —en referència a Fidel Castro— que pronuncia Romero quan Tamara Cisneros l'informa que treballa al consolat de Cuba, sent l'actriu intèrpret d'aquest personatge veritablement cubana, per la qual cosa conserva el seu accent. Aquest mateix detall es repeteix en el paper del veneçolà Adolfo Cubas, que va participar en la pel·lícula perquè Catherine Fulop el va reconèixer casualment al vestíbul del Hotel Hilton de Buenos Aires mentre es gravaven algunes escenes allí i el director li va demanar que fes un cameo.
En les seqüències on poden observar-se manifestacions piqueteres, aquestes eren reals i es va filmar durant el transcurs d'aquestes. Així mateix la llar de Romero en el film és veritablement l'habitatge de la mare de Osvaldo Sabatini, qui la hi va prestar per a rodar algunes escenes. La clínica on està internat el senador Ávalos al final de la pel·lícula —com així també la unitat bàsica del partit polític apòcrif Partit de Conciliació Nacional— eren en realitat les oficines de l'empresa productora del llargmetratge, situades a San Telmo, localitat on també van ser filmades altres seqüències, com la persecució i mort de Luciano Ávalos. A més, van ser gravades algunes preses als hospitals Durand i Marie Curie, tots dos situats en Cavallet, com així també en aquest barri. D'igual forma la internació del germà de Romero i les visites a aquest van ser rodades en la Fundació de l'Hemofília situada a Palermo i fins i tot pot veure's la façana d'aquest edifici. La majoria de les locaciones no rellevants —interiors, comerços, carrers i altres— van ser triades pel director i la seva mare, basant-se en aquelles que resultaven pròximes a la residència d’ambdós.
Locacions destacades

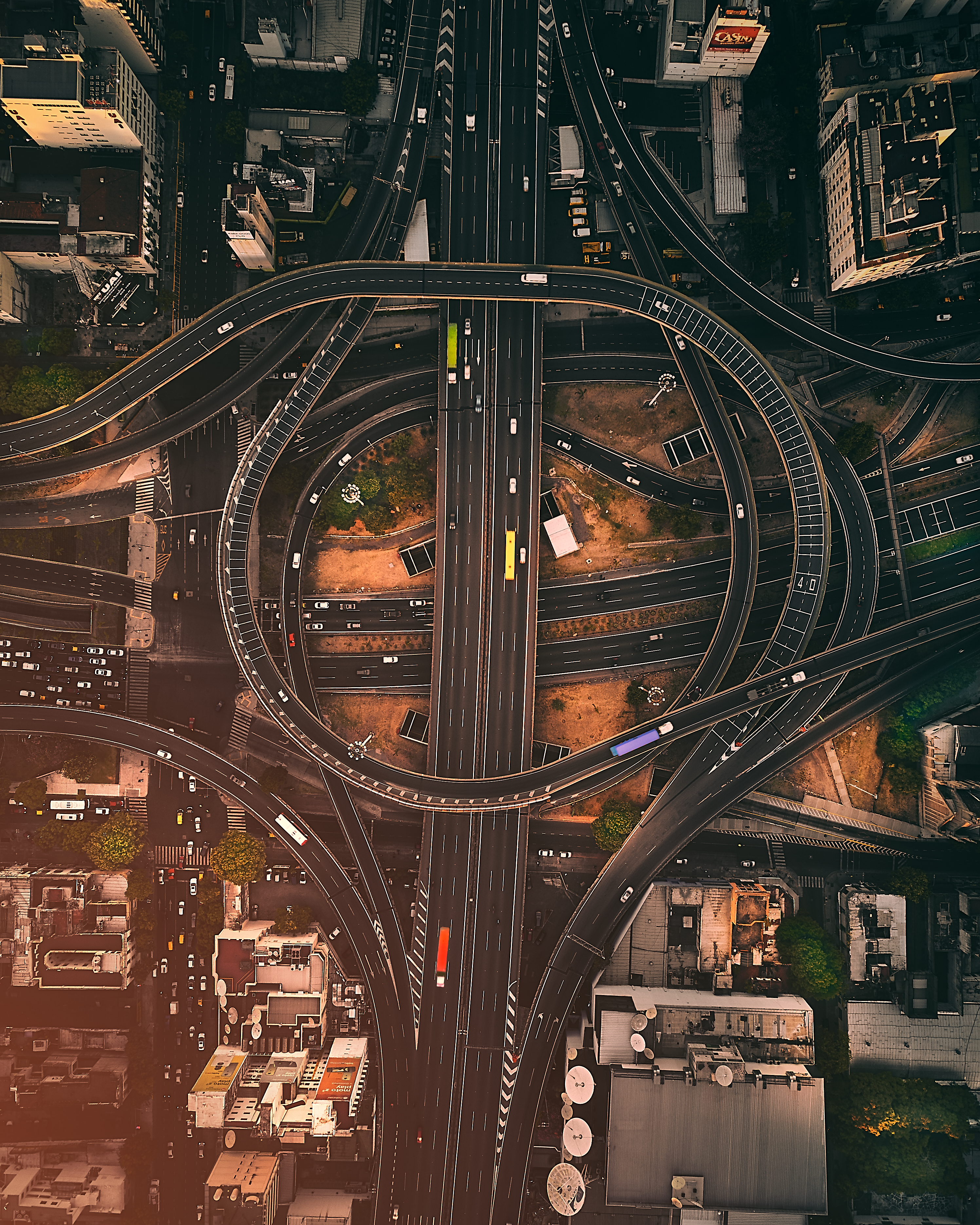
Autopista 25 de Mayo.
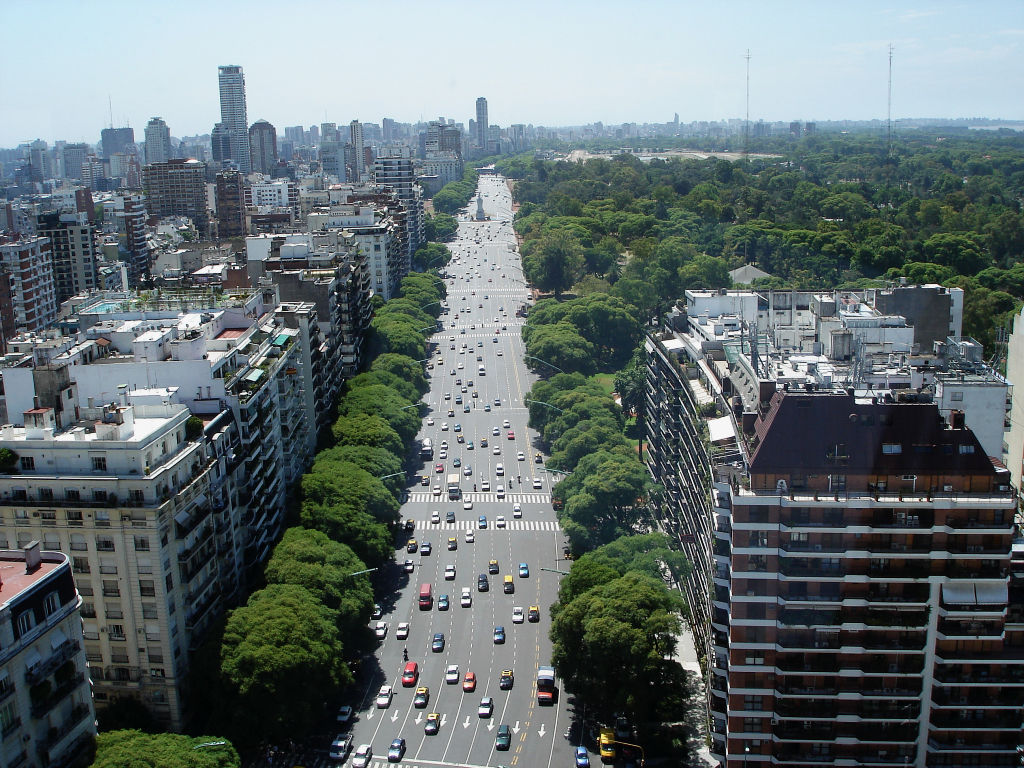
Avenida del Libertador, Palermo.
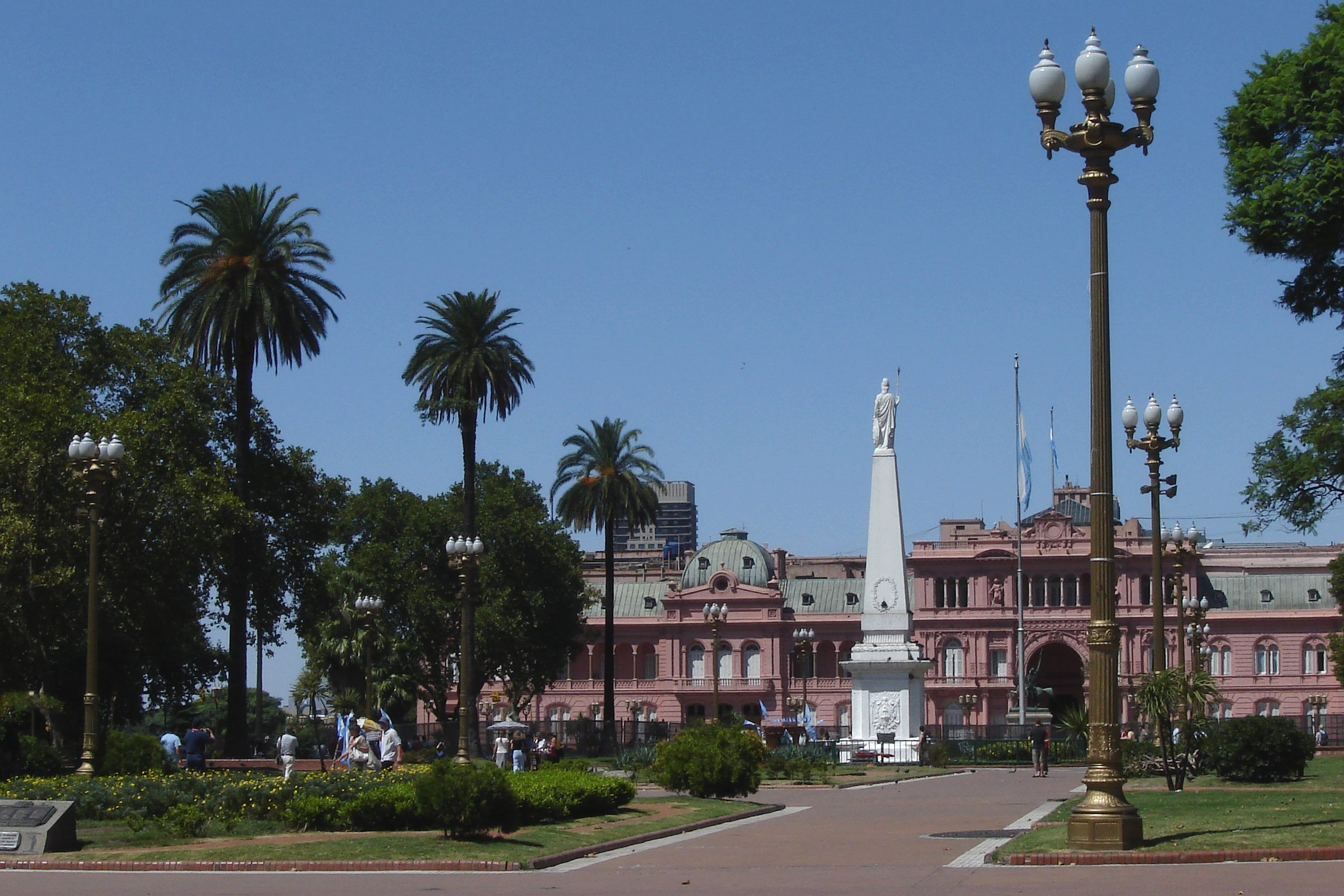
Plaza de Mayo con la Casa Rosada en su fondo, Monserrat.
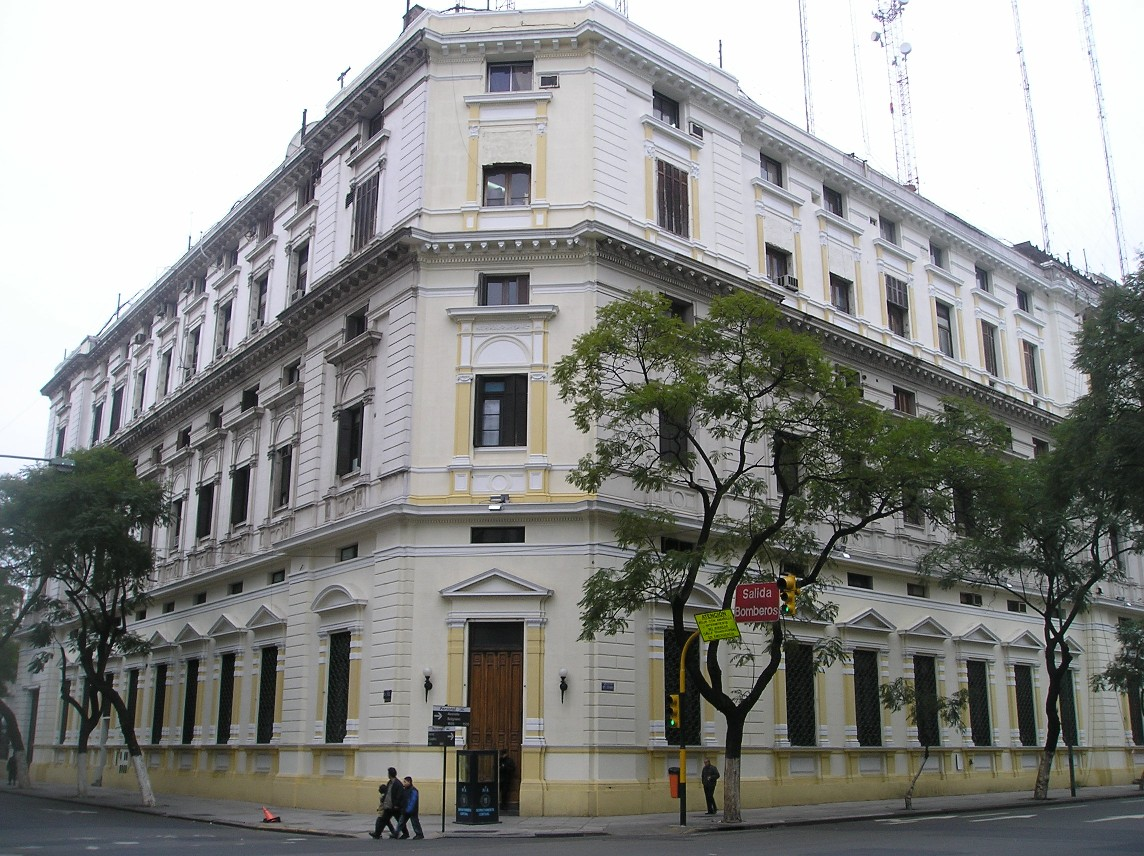
Departamento Central de la Policía Federal, Monserrat.
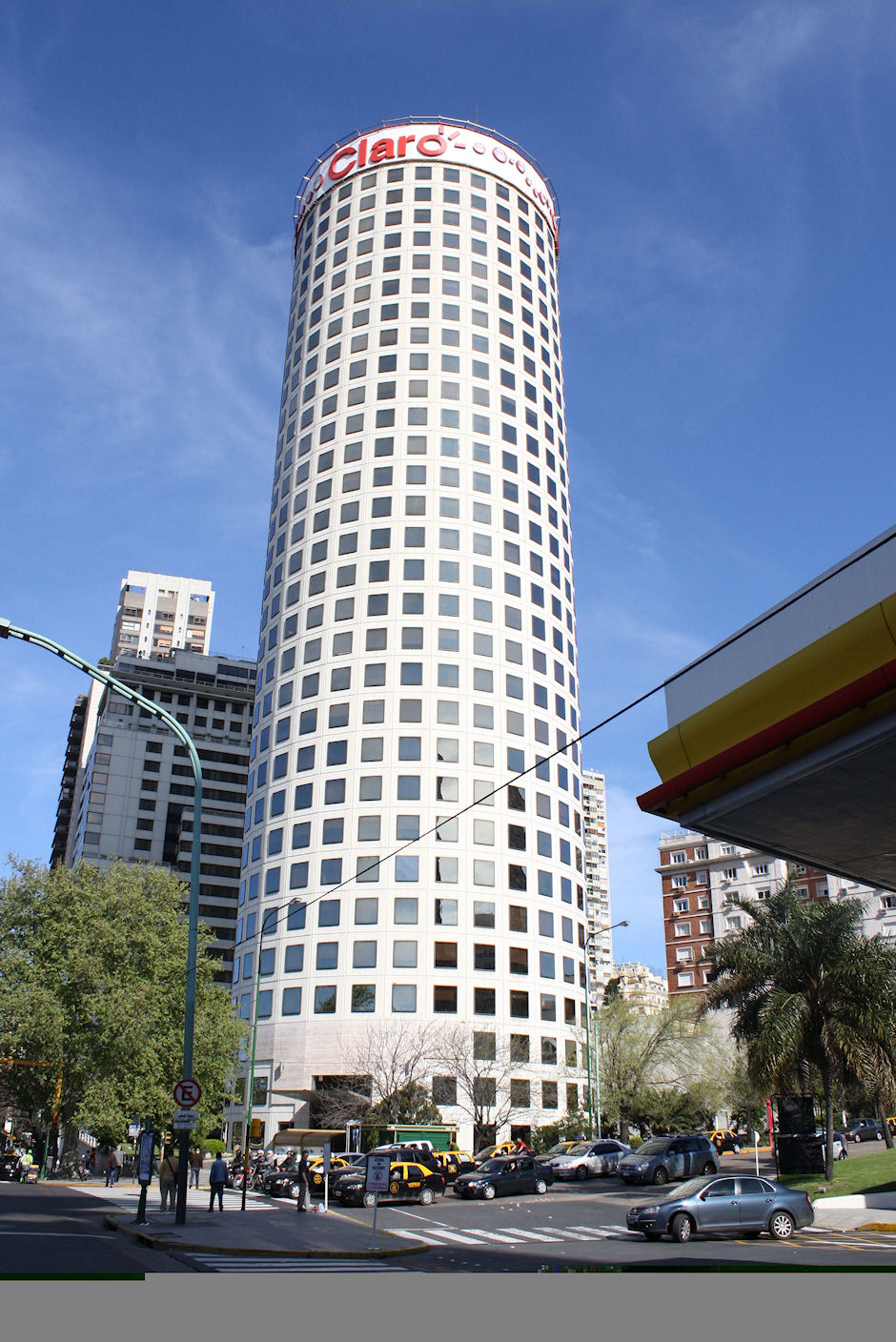
Torre Prourban, Retiro.
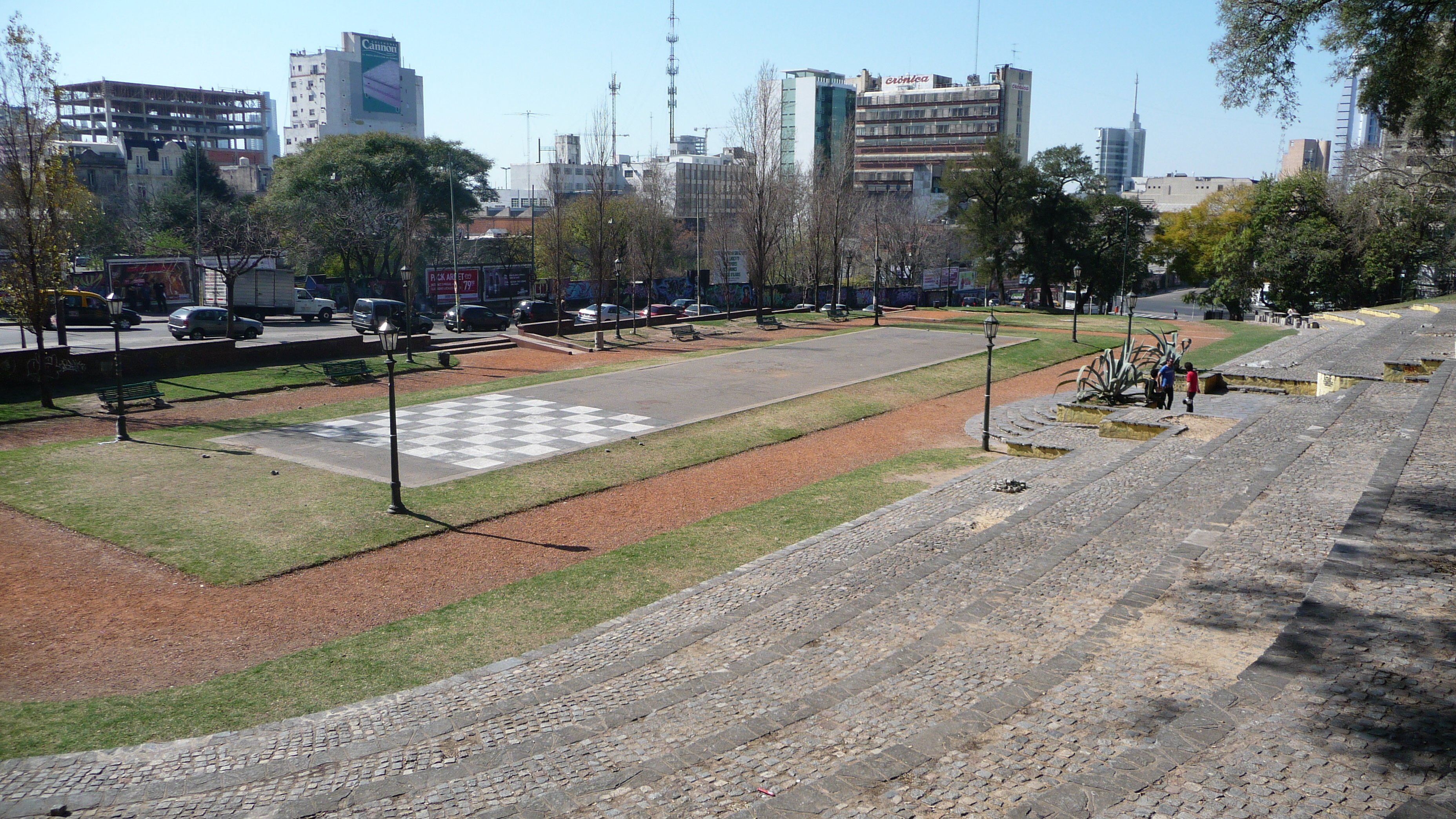
Anfiteatre del Parc Lezama, San Telmo.
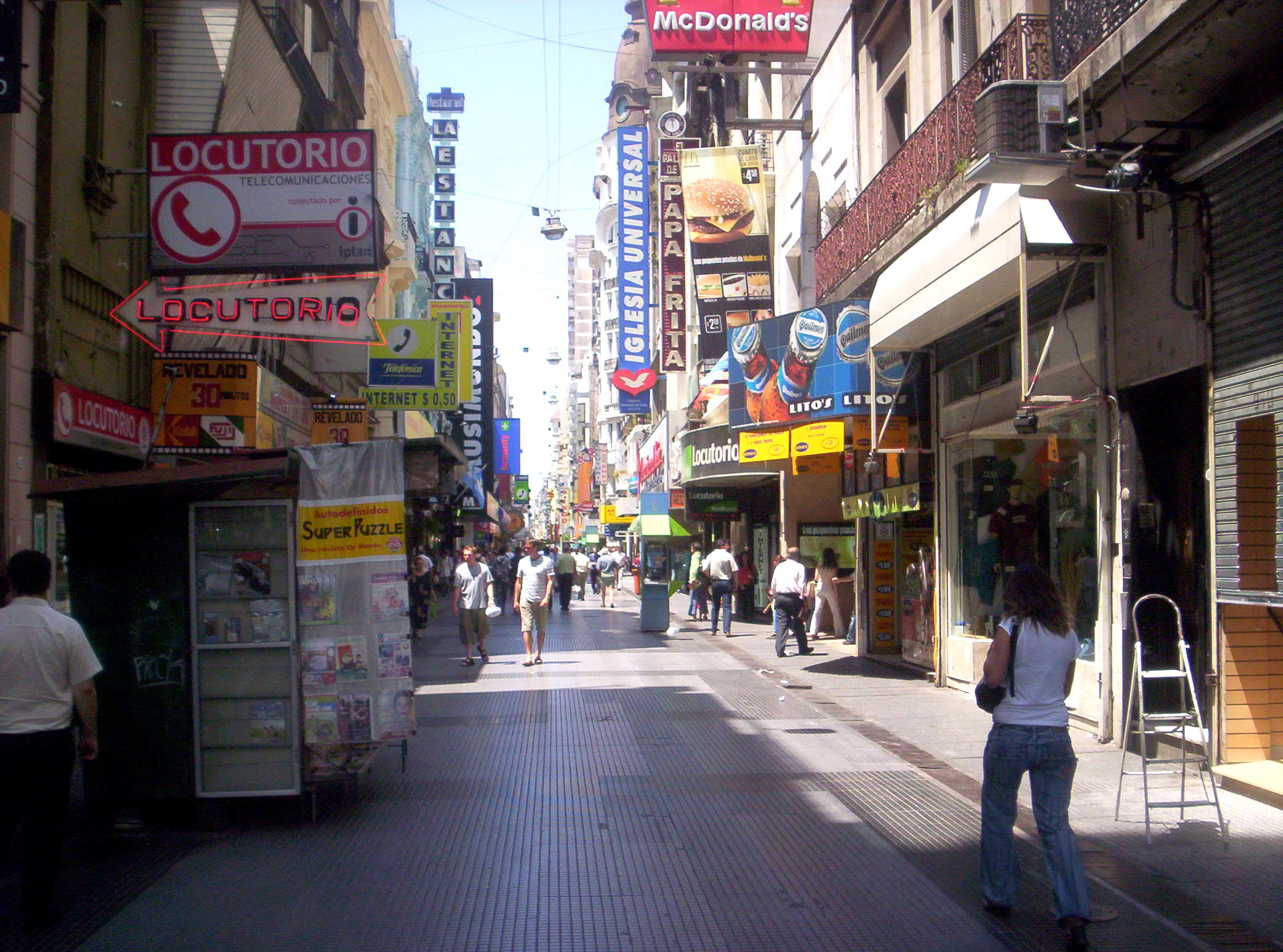
Carrer per a vianants Lavalle.
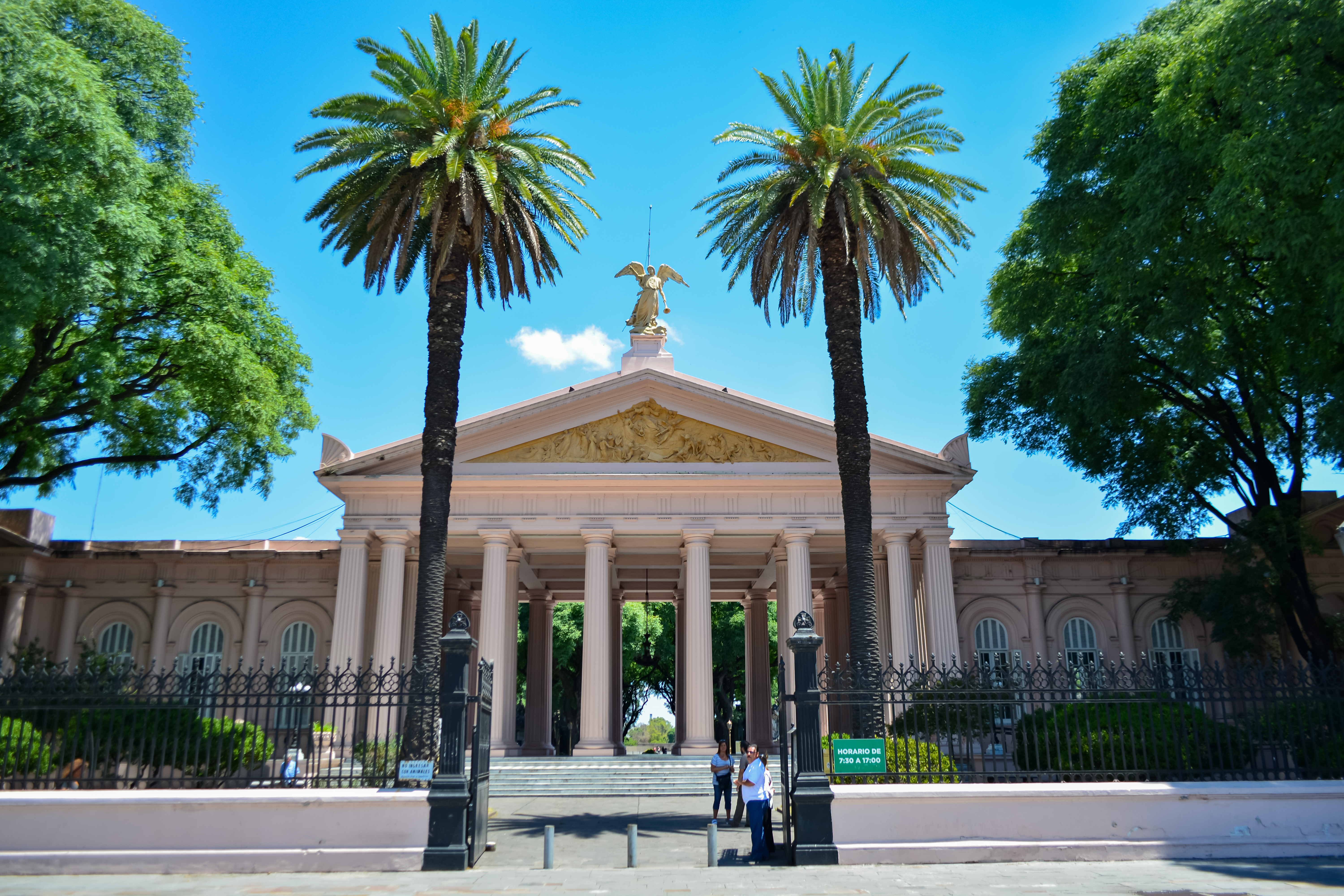
Cementiri de la Chacarita, Chacarita.
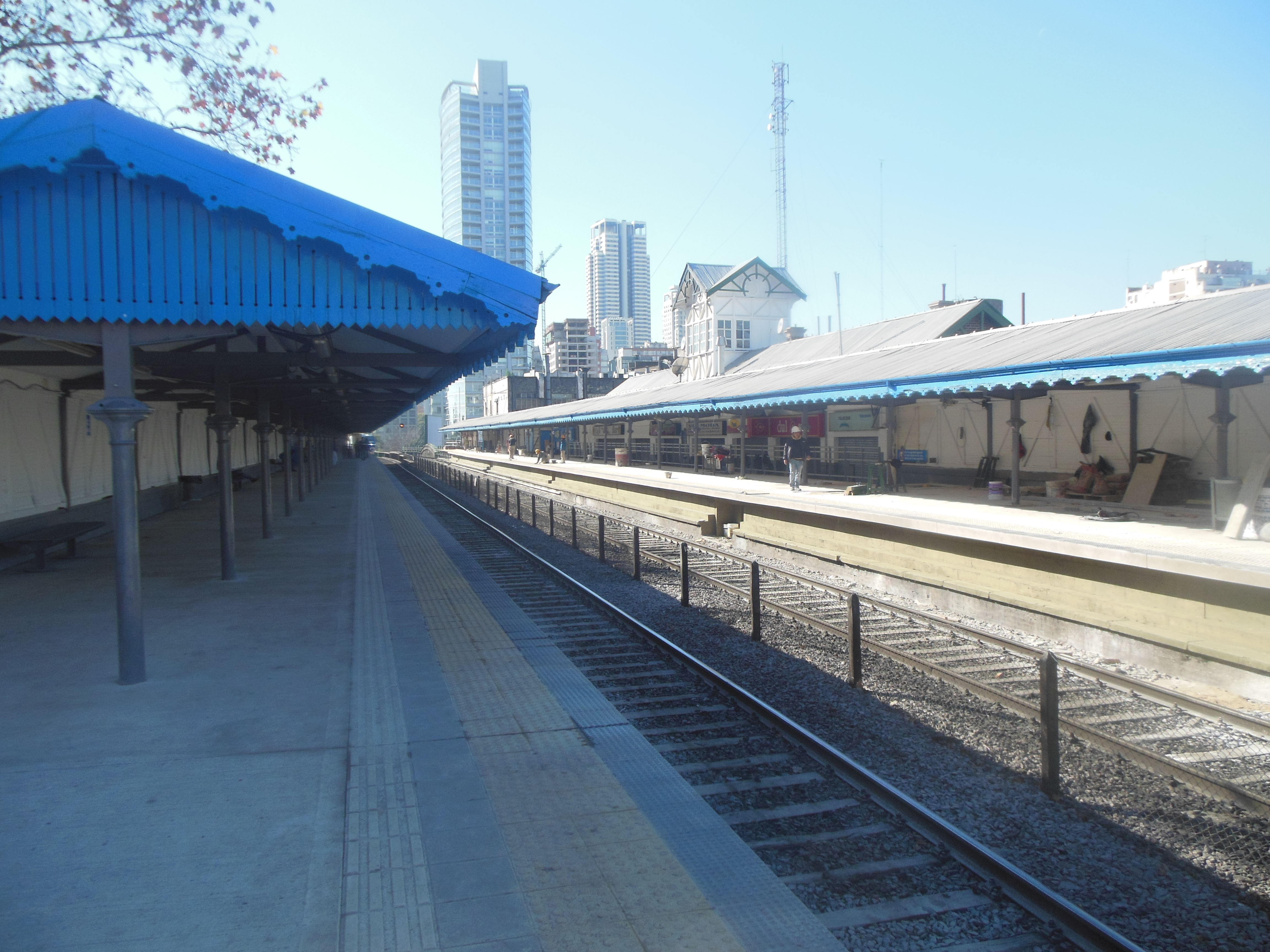
Estació Palermo, Palermo.
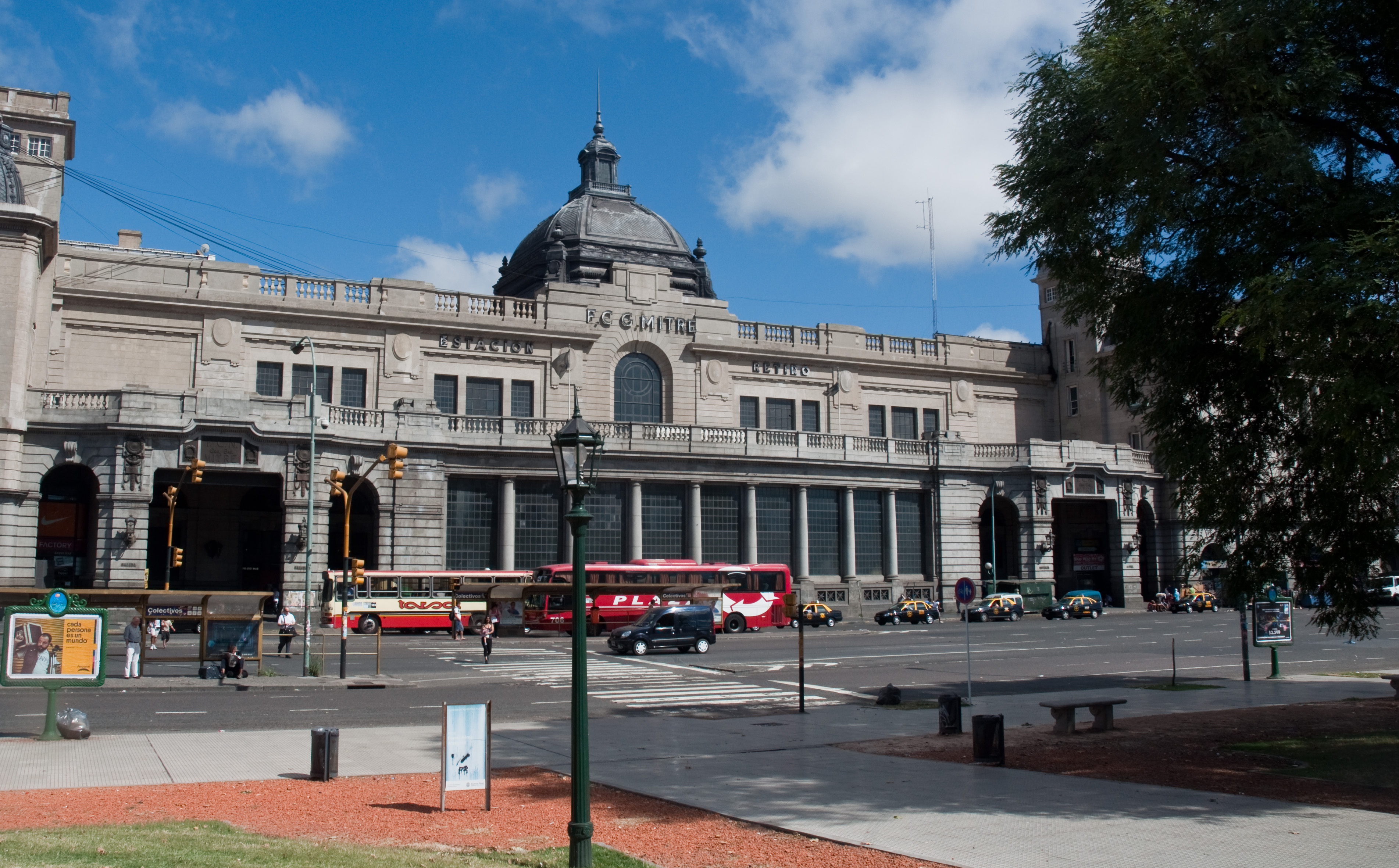
Estación Retiro Mitre, Retiro.
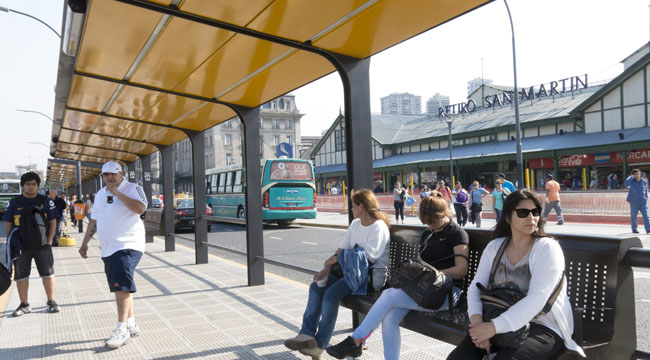
Estació Retiro San Martín, Retiro.
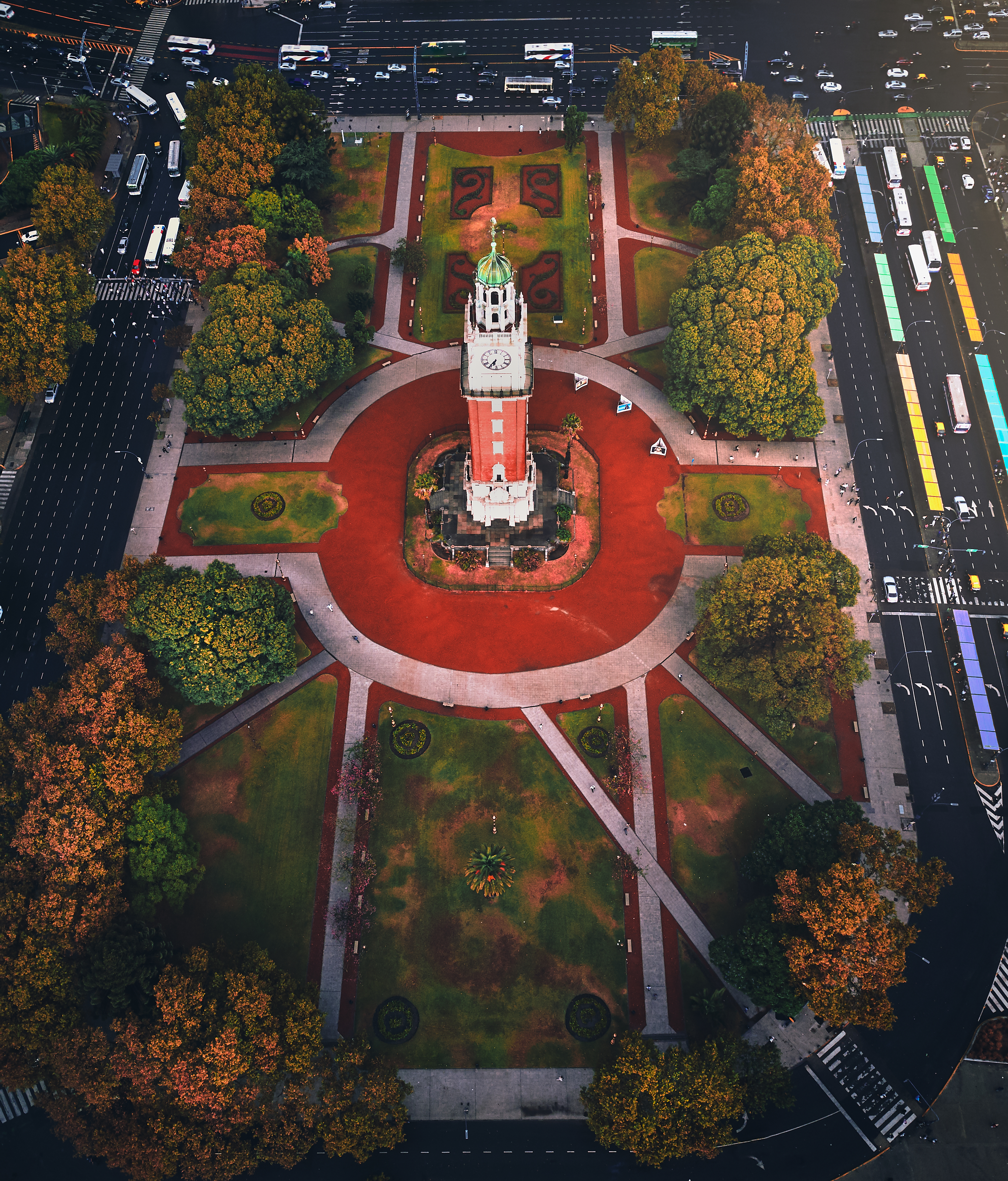
Plaça Fuerza Aérea Argentina amb la Torre Monumental al cente, Retiro.
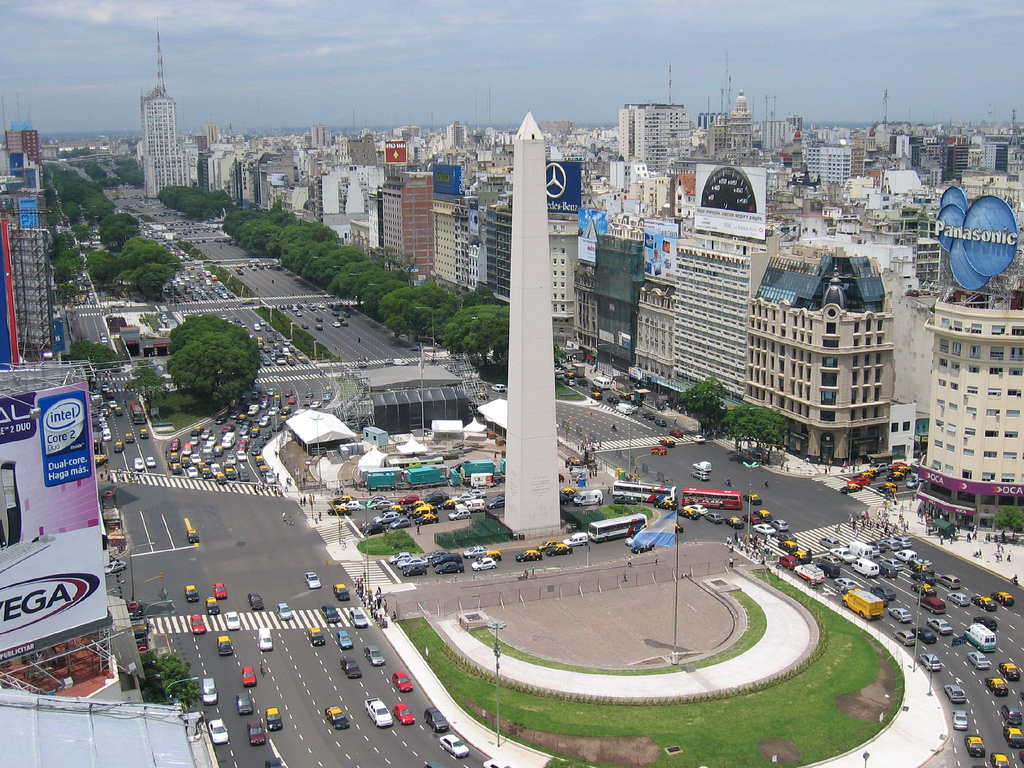
Avenida 9 de Julio i Obelisc de Buenos Aires.
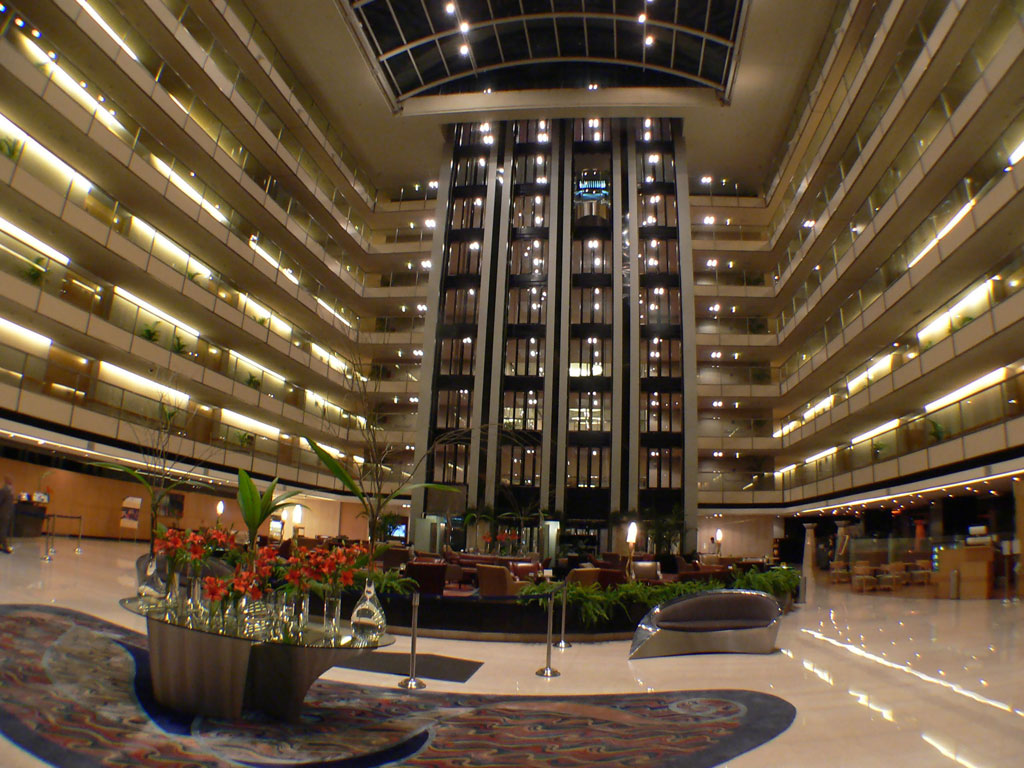
Vestíbul de l'Hotel Hilton de Buenos Aires, Puerto Madero.
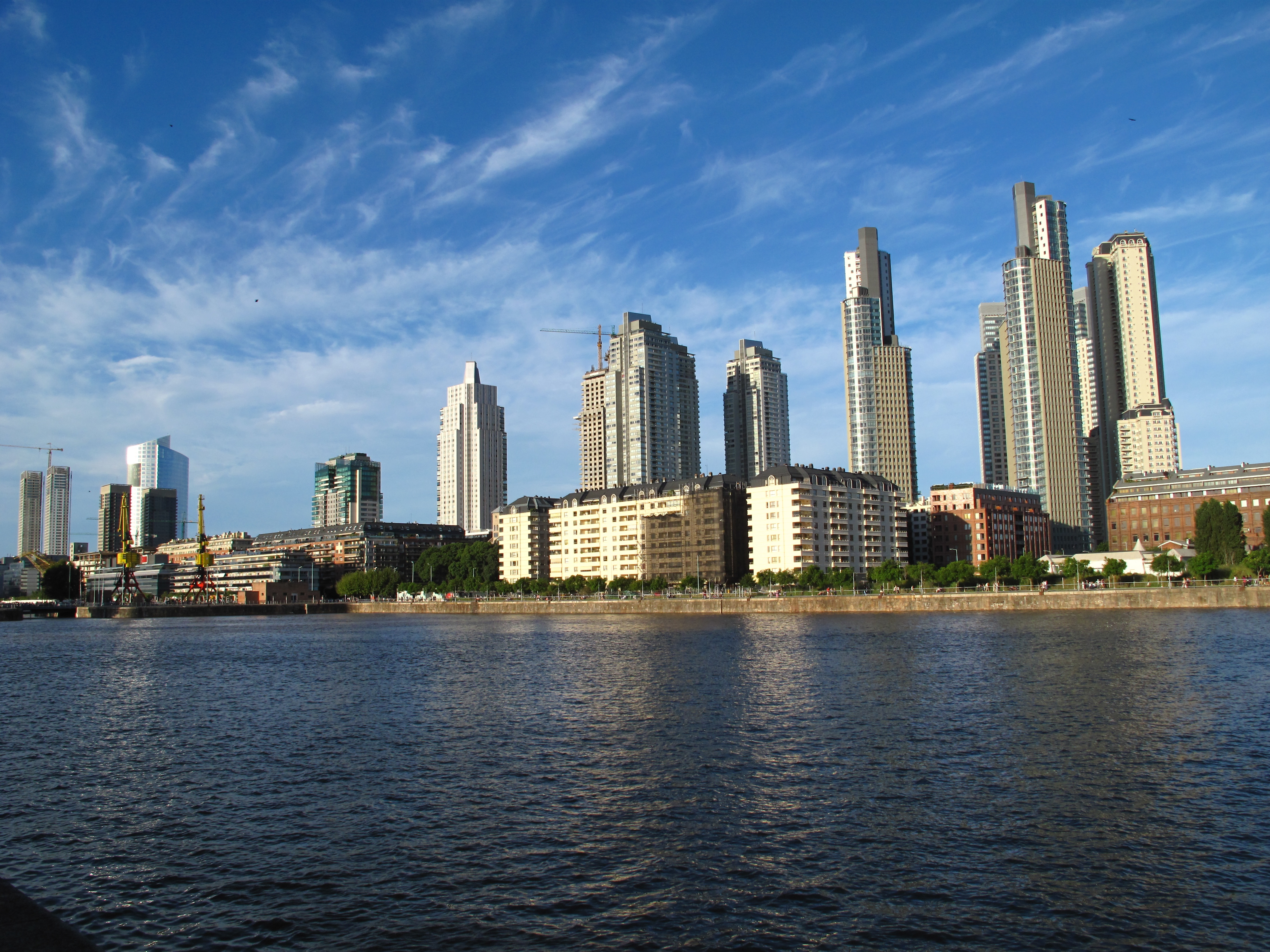
Puerto Madero.

### Banda sonora
«Que el poble només voti al millor dels pitjors»  
La música cinematogràfica va ser composta pel cantautor argentí Germán Barceló, qui també va estar a càrrec en col·laboració amb el pianista Raúl Parentella dels arranjaments i la programació d'aquesta. La majoria de les peces van ser realitzades mentre observaven la pel·lícula ja acabada, excepte per la cançó original «Nada x perder», la qual va ser elaborada novament per tots dos sobre la base de frases i conceptes aportats per Susana i Quique Aguilar. Aquest últim volia que el tema «critiqués al sistema» i tingués reminiscències de tango i música electrònica amb un esquema narratiu similar al de la cançó «Vientos del 80» de Juan Carlos Moscón i Rubén Juárez. Originalment el director tenia al cap musicalizar les preses finals amb la cançó protesta «La marcha de la bronca» del duo de folk rock Pedro y Pablo, però quan Barceló li va presentar el seu tema va decidir optar per aquest últim. La composició va complir amb les expectatives d'Aguilar i estava a més estretament relacionada amb la temàtica de la pel·lícula, per la qual cosa va decidir fer-la-hi interpretar al mateix Barceló en una de les escenes, sabent que aquest últim havia actuat en anys anteriors en televisió i teatre.
L'àlbum de la banda sonora original es va publicar als pocs dies de l'estrena de la pel·lícula. Va ser produïda per Barceló, gravada i co-barrejada per Ricardo Sanz i Sergio Rivas, editada per la discogràfica Música & Marketing i distribuïda en format de CD d'àudio per Promored, una agència de publicitat de màrqueting digital que també va ser la distribuïdora del film. El senzill «Res x perdre» va ser re-gravat en 2002 pel cantant de música tropical Daniel Agostini —produït per Magenta Discos— per a Siempre, el seu cinquè àlbum d'estudi. A més va obtenir de la Cambra Argentina de Productors de Fonogrames i Videogramas el Disc de Platí en aquest mateix any Es tracta de l'únic cover sobre una cançó original d'una pel·lícula fet per aquest artista.
Llista de temes
| Núm. | Títol | Durada |
| ---- | --- | ------ |
| 1.   | «Nada x perder» (Guitarres: Marcelo «Polaco» Wengrovski / Bandoneó: Flavio Haguer / Cors: Germán Barceló i Cecilia Stanzione / Teclats i programació: Federico Vilas) | 4:06   |
| 2.   | «Nada x perder» (instrumental) | 2:43   |
| 3.   | «Tema de Gonzalo» (mescla completa) | 0:54   |
| 4.   | «Nada x perder» (acústic) | 2:53   |
| 5.   | «Tema de Agustina y Gonzalo» | 1:38   |
| 6.   | «El senador» | 0:35   |
| 7.   | «Tamara» | 0:30   |
| 8.   | «La mañana» | 1:02   |
| 9.   | «La tragedia» | 3:51   |
| 10.  | «Tema de Gonzalo» (bandoneó) | 0:31   |
| 11.  | «La muerte» | 0:31   |
| 12.  | «La carta» | 2:12   |
| 13.  | «Cabaret» | 1:41   |
| 14.  | «Persecución» | 4:10   |
| 15.  | «Tema de Gonzalo y el senador» (mezcla) | 8:26   |
| 16.  | «Nada x perder» (remix instrumental) | 3:30   |
| 17.  | «Nada x perder» (karaoke) | 4:06   |

### Postproducció
Abans de començar la preproducció de la pel·lícula, el director havia establert la data d'estrena amb els distribuïdors. Per a no postergar-la, va implementar que a l'una del rodatge anessin pre-editades les escenes gravades sota la direcció artística de l'assistent de direcció Graciela Hubert i la supervisió tècnica del montajista Damián Bericat. Finalitzat el rodatge i a pocs dies de l'estrena, el director va visualitzar la versió editada per tots dos, però no li va agradar. Davant aquest rebuig i el manca de temps, va decidir confeccionar la edició off-line ell mateix utilitzant equipament instal·lat en la seva residència, tasca que va dur a terme en tan sols una setmana. Originalment, la pel·lícula tenia una durada total de 158 minuts, però li van ser eliminats 38 minuts a petició de les cadenes de cinema, perquè la consideraven «molt llarga». L'edició de so va ser realitzada per l'empresa Estudio Audiocomplex en la mescladora d'àudio utilitzada per a la pel·lícula Star Wars: Episodi IV - Una nova esperança de 1977.
Per a l'elaboració del cartell, que mostra a una persona d'esquena portant el bastó i la banda presidencial de l'Argentina, a més d'una pistola de 9 mil·límetres oculta a la seva esquena, va ser utilitzada una rèplica feta per Juan Carlos Pallarols del ceptre també creat per aquest últim per a Fernando de la Rua. Les altres il·lustracions (pòsters, CD, DVD, VHS, etcètera) van ser fetes per Promored.

## Estrena
L'any 2000 havia augmentat el nombre de pel·lícules estrenades i el volum de públic concurrent a les sales de cinema, en comparació a anys previs. Tanmateix, a principis del 2001 hi havia una gran quantitat de llargmetratges finalitzats i moltíssims més en etapa de producció, que en la seva majoria no disposaven de sales de cinema per a la seva estrena, en part per la poca abundància de complexos cinematogràfics. Per aquesta circumstància diversos cineastes —entre ells Juan Carlos Desanzo, Jorge Polaco i Eliseo Subiela— van haver de prolongar mesos el llançament dels seus films al circuit comercial. Dues setmanes prèvies a l'estrena de Nada por perder, l'Instituto Nacional de Cine y Artes Audiovisuales de l’Argentina havia establert la campanya Vamos al cine, on diverses pel·lícules eren venudes a $2 pesos argentins, equivalent a $127.37 al setembre de 2020. La iniciativa tenia com a objectiu augmentar el públic concurrent a les sales de cinema, que es trobava en decadència per la crisi econòmica nacional. 

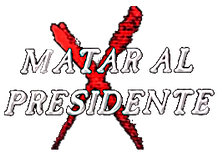
El nom de la campanya publicitària de Nada por perder (a la imatge) era en resposta a l'eslògan d'aquesta: «Què faries si per culpa d'un polític quedessis al carrer?».

Si bé la seva estrena estava prevista inicialment per al mes de maig de 2001, Nada por perder es va estrenar el 22 de novembre d'aquest mateix any, compartint data amb la primera pel·lícula de la sèrie cinematogràfica Fast & Furious i El espinazo del diablo de Guillermo del Toro. El film va comptar amb una fèrria publicitat en televisió, ràdio, mitjans gràfics i via pública, a més d'un avanç promocional locutado per Cacho Fontana i un total de 29 sales per a la seva exhibició, distribuïdes en les cadenes de cinema Hoyts, Cinemark, Multiplex, Village i Showcase Cinemas, una quantitat atípica per a les pel·lícules independents. També va tenir una exhibició en la data de la seva estrena en dues sales amb projecció simultània al Village Recoleta de Buenos Aires.. Malgrat la baixa concurrència d'espectadors en aquest any i la desigual competència en taquilla que tenien les estrenes de llargmetratges nacionals respecte a les pel·lícules provinents de Hollywood, el film va aconseguir posicionar-se com una de les pel·lícules més vistes en el seu primer cap de setmana en cartellera..
A més va ser exhibida novament al desembre de 2001 al Complejo Tita Merello en un re-llançament de l’INCAA de la campanya Anem al cinema, però projectant únicament pel·lícules argentines i re-estrenada al febrer de l'any 2002 a la ciutat balneària Parc del Plata, Uruguai. També va ser llançat al mercat domèstic aquest mateix any un VHS editat per LK-Tel i el film va ser emès a Amèrica i Europa pels canals de televisió Space, Canal Latino TV i Televisió Espanyola.Al seu torn és un dels primers films argentins venuts al sistema pay per view d'alta definició estatunidenca i va formar part del llistat de pel·lícules del Consell Assessor de l'Institut Nacional de Cinema i Arts Audiovisuals per a ser la representant argentina en la preselecció dels Premis Óscar atorgats per l'Acadèmia d'Arts i Ciències Cinematogràfiques dels Estats Units en la categoria Millor pel·lícula de parla no anglesa, encara que el film triat per a aquest any va ser Kamtxatka de Marcelo Piñeyro.

## Recepció

### Crítica
El llicenciat en filosofia Carlos Schilling del diari cordovès La Voz del Interior la va definir com una «pel·lícula d'acció intensa, amb un ritme narratiu que no decau gairebé mai i amb un guió que sembla concebut en un dels millors laboratoris de Hollywood», elogiant també la seva direcció. Va escriure que «malgrat el seu ritme i a la seva aposta definitivament comercial […] la primera meitat del film exposa –amb una contundència poc comuna i recursos tècnics interessants [...]– aquest passatge d'una vida còmoda i regulada a un estat de desesperació creixent que acaba per convertir a l'advocat en un captaire. En aquest punt, el film fa una pausa per a respirar i immediatament pren una altra vegada impulso en la narració, ja molt més hollywoodenc, d'un home que planeja la seva venjança i està disposat a tot per a realitzar-la» i que era un «projecte intel·ligent cedint-li molt poc a les convencions de la TV i el cinema nacionals». A més va destacar que els «principis de l'art de l'estafa» exposats en el film eren revelats d'una «manera bastant més desolada» que la pel·lícula Nueve reinas, guardonada amb 21 premis internacionals i considerada una de les millors de la cinematografia argentina. Alhora, va relacionar Nada por perder amb l'estil literari de Roberto Arlt i va dir que la pel·lícula plantejava «una ètica de la desesperació, i registra els seus efectes en la vida d'un home a qui les circumstàncies el van obligar a trencar tots els seus principis i enfrontar-se a un abisme sense rostre».
En el seu ressenya per al diari La Nación, Adolfo C. Martínez va opinar que era «Bona», expressant que era un llargmetratge que «aposta al suspens, a la violència [...]. Estructurat sobre la base d'un guió amb uns certs alts i baixos –la seva primera part encerta en la pintura dels seus personatges i del seu clima, en tant que d'allí en més el relat cau en evidents convencionalismes–, els responsables del film no van pretendre més que el que la història ofereix. És a dir, narrar amb dinamisme les aventures i desventures d'un home assetjat per la incomprensió i per tots els models corruptes per a aconseguir l'èxit fàcil i l'ambició desmesurada». Va qualificar la participació del director en el repartiment com a «encertat actor» i va destacar la «rigorosa cura en el tècnic, no es va deixar de costat una certa atmosfera asfixiant i té com a marc un recognoscible Buenos Aires fotografiat amb cura i sobre una base d'una tècnica ràpida que deixa transcórrer cadascuna de les seves seqüències amb talls abruptes». Va esmentar que «la història descura a vegades la lògica i s'insereix en situacions que converteixen al protagonista en heroi astut i curosament venjatiu», encara que això es devia al propòsit que el film «ingressi en aquesta mena de cinema industrial molt apte per a no perdre força en les taquilles» i va elogiar l'actuació de Sabatini «malgrat ser un novençà en l’actuació». Va concloure en què la «història […] sense estar totalment reeixida, va encertar en el seu propòsit d'entretenir pel camí de l'acció i d'un cert aire acusador sobre els entretelers de la corrupció política. Un tema gens nou per als argentins, però que aquí està vist a través de l'òptica de la simple aventura sense embuts», mentre que un altre article de La Nació va opinar que l'elenc era de «primer nivell».
El diari digital LaRed21 de l'Uruguai la va demarcar com un «thriller que barreja l'acció amb la denúncia política, molt a to amb la realitat argentina» i que comptava amb un elenc «nodrit i curiós», mientras que el periódico Río Negro la clasificó como «un apasionante thriller de contenido social, cuya acción lo coloca al nivel de las más importantes superproducciones internacionales» con un «elenco protagónico excepcional». mentre que el periòdic Rio Negro la va classificar com «un apassionant thriller de contingut social, l'acció del qual ho col·loca al nivell de les més importants superproduccions internacionals» amb un «elenc protagonista excepcional». A més, en una enquesta feta l'any 2007 pel diari Clarín als seus lectors, Osvaldo Sabatini va ser triat com el novè «millor heroi d'acció argentí» per la seva interpretació a Nada x perder. Però la pel·lícula no va estar exempta de detractors. Un article del diari Clarín la va definir com un «producte industrial amb vocació de «boletería» i va criticar tant la seva durada —120 minuts— com els seus diàlegs, considerant-los «inversemblants quan no involuntàriament còmics» com així també a la seva banda sonora, qualificant-la com a «compassos suposadament musicals, marcadament melodramàtics i certament rimbonbantes davant situacions de suposada tensió»,mentre que un altre article del diari Perfil va dir que era un «esperpent cinematogràfic». El diario espanyol ABC la va considerar un «gens aconseguit thriller de producció argentina», mentre que el lloc web Fotograma.com va esmentar que era un «nou i totalment fallit intent del cinema argentí per transitar el gènere policial» criticant a més l'actuació de Sabatini i la història, encara que va destacar el repartiment, la qualitat tècnica i la producció. Per la seva part el portal Rosariocine.com.ar va criticar negativament les actuacions, encara que en caràcter de ser un «film passatista» va esmentar que tenia a favor el seu «sostingut ritme» i «correcta filmació ».

### Temàtica i interpretacions
| «                | Es tracta d'una història molt actual per a aquesta argentina, parla del poder polític, de la corrupció, de la intolerància i de com és més fàcil triomfar si es deixen de costat els codis ètics i morals. | » |
| — Quique Aguilar | |   |

Segons el director, la pel·lícula és una «crítica al model neoliberal». Aquestes polítiques econòmiques i estatals havien estat implementades durant les presidències de Carlos Saúl Menem i Fernando de la Rúa a l'Argentina, seguint les perceptives del Consens de Washington i el Fons Monetari Internacional. També va definir al film —d'igual forma que el periòdic Riu Negre— com un «thriller de contingut social». A més va esmentar que tenia «més a veure amb un cinema entretingut i d'indústria. Té una història, ha un fons i alguna cosa a comptar, però la idea també és explicar-ho d'una manera divertida» i que el resultat final de la pel·lícula era «absolutament digne». Va agregar que el llargmetratge simbolitzava la «realitat argentina» de la dècada del 90 i principis dels anys 2000 i va destacar que en la història s'enfocava els models de corrupció existents que sofrien els argentins. També va dir que la pel·lícula era un thriller, però basat en la «proximitat dels episodis» que es vivien diàriament. Va afegir a més que el candidat a president «tenia molt a veure amb la imatge dels polítics» i que la història abastava les falles que el sistema mostrava en relació amb la «gent honesta que té algun patiment», mentre que per a Sabatini la pel·lícula intentava «inserir-se en la part fosca de la política», aclarint també aquest últim que la història contava «com una persona inescrupulosa arriba al poder. Molts se sentiran incòmodes, uns altres se sentiran identificats». D'acord amb l'actor Gerardo Romano, la temàtica del llargmetratge tractava sobre el que ocorria «dia rere dia en una Argentina difícil de predir» i per a l'actriu Graciela Alfano el gènere de la pel·lícula era humor negre.
Carlos Schilling va considerar a Nada por perder com una «imatge amplificada de la crueltat quotidiana a la qual estan sotmesos els habitants» que exposava «la realitat del país amb una mirada mancada de tota pietat, és gairebé un informe meteorològic del nou clima moral que s'ha instal·lat des dels ‘90 en aquest territori, com una segona atmosfera irrespirable». Adolfo C. Martínez la va definir com un «retrat de l'era de la corrupció» en un país on no sols existien «dobles discursos sinó també dobles morals» i que el protagonista «viu bé, però hi ha una cosa precària en la seva situació, ja que com succeeix amb bona part dels argentins, aquest benestar està construït sobre crèdits, préstecs i guanys futurs. Bàsicament [la pel·lícula] narra l'ensulsiada d'aquest món». A més va esmentar que el film intentava reflexionar «sobre les peripècies d'un país en fallida» i que el país estava «castigat pel pessimisme, el ressentiment i la manca de futur. El periodista Hugo Salas per la seva ressenya a la revista de cinema El Amante, encara que va criticar negativament la pel·lícula, va considerar que aquesta afirmava «que la violència com a acte ha arribat a formar part de la societat argentina de tal manera que està ja completament burocratitzada i ha perdut tot el seu potencial alliberador» i que els «diners, la política i el sistema financer pateixen el mateix problema que el llenguatge, el constant desplaçament, associació més que suggestiva en un país de n monedes simultànies a la vora del col·lapse». El lloc web Fotograma.com va esmentar «esperem que no doni idees» respecte al títol de la campanya publicitària, Matar al president. També va opinar que era el que els passava a «tots els argentins», referit a la consigna que expressaven les promocions del film, «Què faries si per culpa d'un polític quedessis al carrer?». Sebastián Rotstein va dir que a la pel·lícula «no la va poder veure ningú perquè hi havia altres temes per a ocupar-se». Segons el Institut Nacional d'Estadística i Censos de l'Argentina a l'octubre de l'any 2001 el 12% de la població d'aquest país vivia en la indigència i el 36,20% es trobava al llindar de pobresa, mentres que l’historiador Waldo Ansaldi va resumir la crisi econòmica argentina d'aquest període en el següent: 
| « | Desigualtat social amb els seus punts de distància més allunyats; altes taxes de desocupació; subocupació i ocupació ‘en negre’; deterioració del nivell de vida de la majoria de la població; increment de la delinqüència i la inseguretat; violència policial indiscriminada; amputació del futur de milions de nens i adolescents (per deterioració de la salut, fins i tot en termes irrecuperables, de l'educació, de la dignitat); pèrdua de sobirania econòmica; política exterior lligada acríticament a la nord-americana; irrepresentativitat de les institucions representatives (partits polítics, sindicats, associacions empresarials) i de les del propi Estat […] l'Argentina ja no compta amb empreses estatals; ha disminuït el nombre d'empreses de capital nacional; el parc industrial va ser desmantellat; l'estalvi va ser confiscat; el deute extern es va tornar impagable; la desocupació va aconseguir el pic històric més alt; el nombre d'homes, dones i nens que regiren les escombraries als carrers de les grans ciutats buscant papers, cartrons i llaunes per vendre i menjar per alimentar-se s'han tornat una dada de la vida quotidiana; els partits polítics ja no són percebuts com a canals de representació legítims; el delicte es multiplica; la corrupció es va expandir encara més; la societat va arribar a una situació d'anomia, si no de descomposició... | » |

### Llegat
La pel·lícula va ser al seu torn inclosa en el llibre de llargmetratges de culte D-Culte nacional pel seu «humor involuntari» en el 2015, mentre que la pàgina web Altapeli.com la va considerar com un «clàssic de culte». El crític i historiador de cinema Fernando Martín Peña la va incorporar per «tenir la capacitat de mantenir al seu espectador caragolat a la cadira durant noranta minuts» en un llistat de pel·lícules de «súper acció» per a ser projectades en el Museu d'Art Llatinoamericà de Buenos Aires, al costat de Network i Tauró, entre altres títols. En aquest mateix complex va ser presentat el cicle La violència està en nosaltres? organitzat pel guionista i productor de cinema Sebastián Rotstein i el crític de cinema Jorge Bernárdez, els qui van incloure Nada x perder en el programa. D'altra banda el cinèfil Carlos Cerimedo també la va integrar en la setzena edició del Cicle de Cinema Nacional organitzat en la Universitat Nacional de San Juan. Rotstein també la va considerar una pel·lícula de culte, definint-la com a «maleïda», «demencial» i «delirant», esmentant també que tenia «tots els clixés» del cinema d'explotació i enllaçant la «reinvenció» del protagonista amb les novel·les d'Anne Rice. A més va definir al final de la pel·lícula com «cormaniano», en referència al director i productor de cinema de culte Roger Corman. El lloc web Elespectadoravezado.com.ar va dir que era un dels «policials argentins del segle XXI» al costat de Nueve reinas i Gallito ciego —entre altres pel·lícules— i el multiespai cultural Pasco de Buenos Aires va dir que era una «epopeia declamatòria de diàlegs increïbles […] un dels més emblemàtics exponents del cinema propi de la crisi política nacional l'any 2001». El desplegament i la quantitat d'escenes registrades en el centre històric de la metròpoli, van motivar que anys després fragments de la pel·lícula —al costat del film Buenos Aires viceversa, entre altres registres audiovisuals— fossin inclosos en el projecte de recerca Memòria Visual de Buenos Aires organitzat per la Universitat de Buenos Aires i dedicat a «reconstruir els processos de gestació i transformació» de l'urbs.
En 2020 el film va ser exhibit en el cicle Noves mirades sobre el trans al cinema recent a través de la plataforma web Puntes de Cine. El 2021 també es va projectar en l'esdeveniment Guia de cinc pel·lícules per a entendre la Rannix (o el món) de l'organització Comunidad Cinéfila. Aquest mateix any es va estrenar el documental sobre cinema policial argentí Los Visionadores de Néstor Frenkel, l'origen del qual es remunta al 2002 després de visualitzar Nada x perder. El seu realitzador va comentar referent a la pel·lícula «la critica no va parlar bé, el va publicar no va connectar i mitjà que va passar desapercebuda. […] trobem un munt de decisions ètiques, estètiques i polítiques que es posaven en joc sense por. Hi ha una veritat, hi ha un desig i es veu fins al final. Això és molt potent en qualsevol obra i en qualsevol artista».

### Lectura complementària
- De esquinas y rebusques. Los jóvenes limpiavidrios de un barrio de la ciudad de Buenos Aires (en castellà).  Buenos Aires: Asociación Argentina de Especialistas en Estudios del Trabajo, 2002 [Consulta: 21 setembre 2019].
- «Los trabajadores marginales de Buenos Aires y la seguridad ciudadana según América Noticias». 7 cuadernos de información, I (enero-junio), 28, 2011. ISSN: 0716-162x.
- Cine argentino: entre lo posible y lo deseable (en castellà). Segunda.  Fundación CICCUS, 2005. ISBN 9879355245.
- «Entre la caída de Asia y la crisis económica argentina: nuevos escenarios, viejos debates» (en castellà). Serie de documentos de trabajo. Instituto de Investigación en Ciencias Sociales, Facultad de Ciencias Sociales, Universidad del Salvador [Buenos Aires], 26, 9-2004.
- La película cinematográfica y el vídeo. Régimen legal..  Buenos Aires: Abeledo Perrot, 1998. ISBN 9502011236.
- «El complejo audiovisual: hacia la digitalización total de la industria cinematográfica». Eptic, Revista Electrónica Internacional de Economía de las Tecnologías de la Información y la Comunicación, 03-12-2001.
- Cine digital: transformación de la industria y cambios en la forma de realizar.  España: Facultad de Comunicación, Universidad de Málaga, 2009 [Consulta: 21 setembre 2019]. Arxivat 2019-08-06 a Wayback Machine.
- «Qué son las ventanas de distribución en el cine y por qué cada vez tienen menos sentido» (en castellà).  xataka.com, 29-12-2016. [Consulta: 6 desembre 2019].

### Diaris i publicacions
- «6es rencontres cinématographiques sud-americaines» (en francès) p. 9.   Solidarité Provence, Amérique du Sud, 06-04-2004. Arxivat de l'original el 2023-04-13. [Consulta: 9 maig 2019].
- «Del azar a la práctica. Una cartografía del underground porteño de los 80» (en castellà). Revista Afuera, Estudios de Crítica Cultural [Buenos Aires], 29-02-2016. ISSN: 1850-6267 [Consulta: 30 agost 2019].
- Memoria detallada del estado de la Nación (en castellà).  Jefatura de Gabinete de Ministros, Secretaría de Relación Parlamentaria, 1 de marzo de 2002, p. 54 [Consulta: 9 maig 2019]. Arxivat 2021-10-23 a Wayback Machine.
- «Luna de miel bien caliente» (en castellà). Gente y la Actualidad. Editorial Atlántida, 03-07-2001 [Consulta: 30 agost 2019].
- Veintitrés, Temas 173-177 (en castellà).  Comunicación Grupo Tres, 2001, p. 83 [Consulta: 9 maig 2019].
- Veintitrés, Temas 178-181 (en castellà).  Comunicación Grupo Tres, 2001, p. 60 [Consulta: 9 maig 2019].
- La primera, Temas 50-58 (en castellà).  Grupo H S.A, 2001 [Consulta: 9 maig 2019].
- Dubatti, Jorge «El teatro de Bertolt Brecht en Buenos Aires: observaciones de Teatro Comparado» (en castellà). La Escalera. International Brecht Society e Universidade Federal do Rio Grande do Sul [Porto Alegre, Brasil], 22-23, 2012-2013.
- Caras y la Actualidad. Atlántida, XX, 1023, 15-08-2001. ISSN: 0328-4301.
- Revista Viva, 10-07-2001.
- La primera, Temas 85-93 (en castellà).  Grupo H S.A, 2001 [Consulta: 9 maig 2019].
- Trespuntos, Temas 225-236 (en castellà).  Editorial Trespuntos, 2001, p. 3 [Consulta: 9 maig 2019].
- El Periodista de Buenos Aires, Números 146-159 (en castellà).  Ediciones de la Urraca, 1987 [Consulta: 30 agost 2019].
- Teatro, Números 29-36 (en castellà).  El Teatro, 1987 [Consulta: 30 agost 2019].
- «Poca plata, mucha gente». Gente y la Actualidade, 23-03-2002 [Consulta: 8 setembre 2019].
- Teatro XXI: revista del GETEA Número 15 (en castellà).  Facultad de Filosofía y Letras, Universidad de Buenos Aires (en colaboración con el Grupo de Estudios de Teatro Argentino, 2002, p. 122 [Consulta: 9 maig 2019].
- Noches de estreno (en castellà).  Gente y la Actualidade, 26 de septiembre de 2001 [Consulta: 30 agost 2019]. Arxivat 2019-08-30 a Wayback Machine.
- Punto de partida: boletín bibliográfico del IITCTL, Volumen 1 (en castellà).  Editorial Galerna (en colaboración con el Instituto Internacional de Teoría y Crítica de Teatro Latinoamericano), 1989, p. 51 [Consulta: 30 agost 2019].
- Somos, Números 571-588 (en castellà).  Editorial Atlántidas, 1987, p. xxxix [Consulta: 30 agost 2019].
- Theater der Zeit, Volumen 43 (en alemany).  Henschel (en colaboración con el Verband der Theaterschaffenden der DDR), 1982, p. 70 [Consulta: 30 agost 2019].
- Humor, Números 89-96.  Ediciones de la Urraca, 1988 [Consulta: 30 agost 2019].
- «Memoria Visual de Buenos Aires» (en castellà). Instituto de Arte Americano e Investigaciones Estéticas Mario J. Buschiazzo, Facultad de Arquitectura, Diseño y Urbanismo. Universidad de Buenos Aires [Ciudad Autónoma de Buenos Aires], 2013.
- «Nada X Perder» (en castellà). Ciclo de la Luna: Cine de Culto y Clase B [Multiespacio Pasco, Buenos Aires], 13-11-2015.
- Revista Noticias. Perfil, XXI, 1300, 24-11-2001. ISSN: 0328-4298.
- Serra, Alfredo Gente y la Actualidad. Atlántida, 36, 1856, 13-02-2001. ISSN: 0328-8560.
- «Zemma y Caicedo entre Brecht y Arturo Ui» (en castellà).  Clarín, 13-08-1987. [Consulta: 30 agost 2019].

### En línia
- «¿Maridos chupasangre o los grandes soportes de las divas?» (en castellà).  minutouno.com, 07-08-2007. [Consulta: 9 maig 2019].
- «Falleció Mario Sapag» (en castellà).  Provincia de Santa Fe:  El Litoral, 15-04-2012. [Consulta: 30 agost 2019].
- «Hace un tiempo, la actriz quería dejar la Argentina» (en castellà).  La Nación, 05-06-2002. [Consulta: 30 agost 2019].
- «Falleció el humorista Mario Sapag» (en castellà).   Rosarionet.com.ar, 16-04-2012. Arxivat de l'original el 2019-08-30. [Consulta: 30 agost 2019].
- «Fuerte acusación de Graciela Alfano contra Catherine Fulop: “Me censuraste la escena del desnudo que filmé con Ova”» (en castellà).   Radio Mitre, 03-09-2019. [Consulta: 18 setembre 2019].
- «Terminadas» (en castellà).  Provincia de Córdoba:  La Voz del Interior, 17-06-2002. [Consulta: 8 setembre 2019].
- «Para hoy» (en castellà).  Provincia de San Juan:  Diario de Cuyo, 21-05-2014. Arxivat de l'original el 2023-04-13. [Consulta: 8 setembre 2019].
- «Noche & día» (en castellà).  Página/12, 12-12-2009. [Consulta: 9 maig 2019].
- «Noche & día» (en castellà).  Página/12, 19-12-2009. [Consulta: 9 maig 2019].
- «Berceló, Germán» (en castellà).   Nuestros Actores. Arxivat de l'original el 2021-12-03. [Consulta: 30 agost 2019].
- «Murió Mario Sapag» (en castellà).  Página/12, 14-04-2002. [Consulta: 30 agost 2019].
- «Curiosidades» (en castellà).  estancialamimosa.com.ar. [Consulta: 30 agost 2019].[Enllaç no actiu]
- «Graciela Alfano y Felipe Colombo, filman el thriller "Testigo íntimo"» (en castellà).  Provincia de Mendoza:  El Sol, 14-07-2014. [Consulta: 8 setembre 2019].
- «Alfano vuelve al cine después de 13 años» (en castellà).  Rosario, Provincia de Santa Fe:  La Capital, 15-07-2014. [Consulta: 8 setembre 2019].
- «Lo nuevo de Germán Barceló» (en castellà).  Infobae, 31-10-2011. [Consulta: 9 maig 2019].
- «Mario Sapag (1935-2012): adiós al imitador» (en castellà).  nexosdelsur.com, 15-04-2012. [Consulta: 30 agost 2019].
- «Sapag tuvo "mil caras"» (en castellà).  Veloz, 14-04-2012. [Consulta: 30 agost 2019].
- «Todo pasa íntimo» (en castellà) p. 3.   Mundo Eva. Arxivat de l'original el 9 de maig de 2019. [Consulta: 9 maig 2019].
- «Ciclo de cine nacional» (en castellà).   Platea San Juan, 21-05-2014. [Consulta: 30 agost 2019].
- «Historia: Brillo y figuras» (en castellà).   lolamembrives.com. [Consulta: 30 agost 2019].
- «Pantallas argentinas» (en castellà).  La Nación, 04-08-2014. [Consulta: 9 maig 2019].
- «Mar del Plata y su cartelera gasolera» (en castellà).  El Día, 14-01-2002. [Consulta: 30 agost 2019].
- «Robert Preston, Bonnie Tayler, Alejadro Lerner nacieron el 8 de junio» (en castellà).  México:  lasnoticiasmexico.com. Arxivat de l'original el 2019-05-09. [Consulta: 9 maig 2019].
- «Falleció el actor Franklin Caicedo» (en castellà).  Télam, 23-03-2013. [Consulta: 8 setembre 2019].[Enllaç no actiu]
- «Maestro con trayectoria y rigor artístico» (en castellà).  Página/12, 23-03-2013. [Consulta: 8 setembre 2019].
- «Un capocómico con muchas caras» (en castellà).  Página/12, 15-04-2012. [Consulta: 9 maig 2019].
- «Murió Mario Sapag: fue el actor de las mil caras y dedicó toda su vida al humor» (en castellà).  Gualeguaychú, Entre Ríos, Argentina:  El Argentino, 14-04-2012. [Consulta: 9 maig 2019].
- «Listado de largometrajes de Argentina de 2001» (en castellà).   infolaso.com. [Consulta: 9 maig 2019].
- «Gerardo Romano» (en castellà).   Red Teatral. [Consulta: 9 maig 2019].
- «Mario Sapag» (en castellà).   Alternativa Teatral. [Consulta: 9 maig 2019].
- «Películas estrenadas en 2001» (en castellà).   Metrópolis, 14-09-2005. [Consulta: 9 maig 2019].
- «Paola Krum - Nada por perder». [Consulta: 9 maig 2019].
- «"Nada por perder"» (en castellà).  videomaniaticos.com. [Consulta: 15 setembre 2019].
- «Películas proyectadas» (en castellà).   Museo de Arte Latinoamericano de Buenos Aires. Arxivat de l'original el 2023-02-07. [Consulta: 9 maig 2019].
- «Cine en el Malba ¿La violencia está en nosotros?» (en castellà).  palermonline.com.ar, 20-12-2009. Arxivat de l'original el 2019-05-09. [Consulta: 9 maig 2019].
- «Entrevista a Sebastián Rotstein» (en castellà).  asalallena.com.ar, 07-12-2009. [Consulta: 9 maig 2019].
- «Un baión para el ojo idiota» (en castellà).   Redondos Subtitulados. Arxivat de l'original el 2020-09-30. [Consulta: 10 setembre 2019].
- «Editan un libro sobre el cine de culto argentino» (en castellà).   Funcinema, 08-01-2015. [Consulta: 9 maig 2019].